# Ryo Kiyuna
Ryo Kiyuna (Okinawa, 12 luglio 1990) è un karateka giapponese. È stato campione olimpico ai Giochi di Tokyo 2020.